# Hong Kong University of Science and Technology
Hong Kong University of Science and Technology (HKUST) – publiczny uniwersytet założony w 1991 roku w
Hongkongu. Składa się z pięciu szkół: Szkoły Biznesu i Zarządzania, Nauki, Nauk Humanistycznych i Społecznych, Inżynierii i HKUST Fok Ying Tung szkoły dla absolwentów.
HKUST jest jedną z dziewięciu uczelni w Hongkongu. Uniwersytet postrzegany jest jako jeden z trzech najlepszych uniwersytetów w Hongkongu, a dwa pozostałe to: University of Hong Kong i Chinese University of Hong Kong.